# Johann Ludwig Schönleben

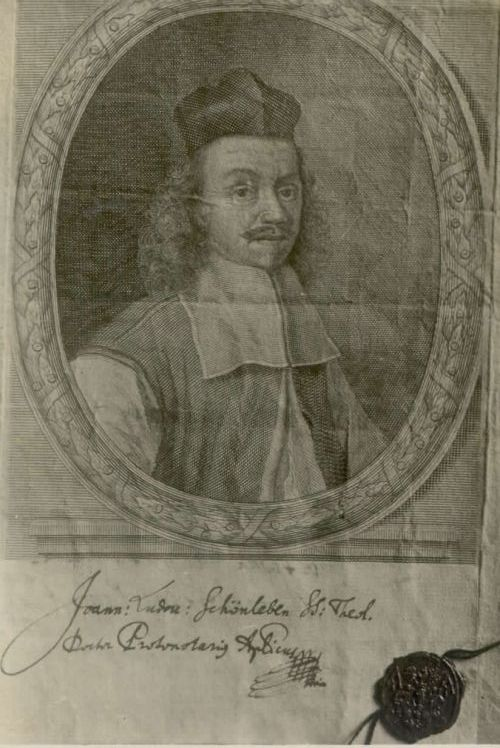
Johann Ludwig Schönleben, um 1681

Johann Ludwig Schönleben (* 16. November 1618 in Laibach; † 15. Oktober 1681 ebenda) Jesuit, Domdechant und Protonotarius Apostolicus in Laibach, zuletzt Pfarrer und Archidiakon in Reiffnitz in Unterkrain (slowenisch Ribnica), Valvasors Lehrer, Vorbild und Mentor. Er galt als brillanter Redner und Prediger; mehrere seiner Predigten veröffentlichte er in deutscher und lateinischer Sprache, die Predigten hielt er allerdings auf Slowenisch.

## Leben und Wirken
Schönleben war Sohn eines angesehenen Bürgers in Laibach, der 1648–1654 dort Bürgermeister und Stadthauptmann war. Die Familie väterlicherseits scheint jedoch aus Württemberg zu stammen, wo 1530 ein Kaspar Schönleben als Bürger in Heilbronn gelebt haben soll. Schönleben trat in den Jesuitenorden, den er jedoch bereits 1654 verließ, und zog es vor, Weltpriester zu bleiben. Er studierte Theologie und erwarb in Padua den Doktorgrad der Theologie. Seine Interessen galten aber auch der Geschichte und der Genealogie. Schönleben war damals einer der wenigen, der die Geschichte Krains nach alten und neuen Quellen, wenn auch nicht immer kritisch genug, bearbeitete.
Ihm ist es auch zu verdanken, dass auf seinen Wunsch und seine Anregung hin der im Zuge der Gegenreformation abgeschaffte Bücherdruck in Laibach wieder eingeführt wurde. Den Krainer Landständen gelang es, den Buchdrucker Johann Baptist Mayer zu gewinnen. Im Jahre 1678 verlegte Mayer dann seine Wirkungsstätte mit seinem Arbeitspersonal von Salzburg nach Laibach. Als erstes Druckwerk erschien schon am 25. November 1678 ein „ Elogium“ (Lobpreisung) der Mutter Gottes.
Über Schönlebens äußere Erscheinung berichtet ein Zeitgenosse so: „Er  war von mittelmäßiger Statur, eines anmutig offenherzigen Anblicks, brünett von  Haaren, annehmblich und scherzig von Gespräch, mäßig in Kost und Trank, und ehrbar im Aufzug, erlustigte sich in seinem einsamen Haus  (denn er pflegte selten auszugehen) mit welischen Hühnern (Kampfhähnen nach Art der Engländer) und einem Budelhund, Solidon genannt, den  er wegen vieler Künste sonderlich lieb hatte.“
Schönleben starb am 15. Oktober 1681 in Laibach. Beigesetzt wurde er in der Jesuitenkirche St. Jakob in der Gruft vor den Stufen des Altars des sterbenden Christus. Seine Bücher erbten die Jesuiten, seine Manuskripte und Schriften das Land Krain.

## Werke und Schriften

### Hauptwerke
Schönleben verfasste an die 40 Bücher. Sein Hauptwerk – in zwei Bänden geplant – war „Carniola antiqua et nova“. In den Druck im Jahre 1681 kam jedoch nur der erste Band. Dort sind die Ereignisse der krainischen Geschichte von Christi Geburt bis zum Jahr 1000 erfasst. Der zweite Band, der den Zeitraum von 1000 bis 1600 umfassen sollte, blieb unvollendet. Die Krainer Landstände unterstützten diese Arbeit mit großzügigen Geldzuwendungen. In der Zeit von 1668 bis 1675 erhielt Schönleben 1548 Gulden. Weitere Gelder sollten fließen – zunächst vier Jahre lang jährlich 250 Gulden. Die Landstände waren ferner bereit 150 Exemplare zum Vorzugspreis abzukaufen und auch den Korrektor finanziell zu bedenken.
Aufgrund seiner theologischen Abhandlungen über die Unbefleckte Empfängnis Marias wurde er Mitglied der Academia Gelatorum in Bologna. Schönleben hinterließ unter anderem außerdem umfangreiche, in lateinischer Sprache verfasste, jedoch unveröffentlichte Genealogien von Adelsgeschlechtern im ehemaligen Herzogtum Krain, die von Valvasor für sein Werk „Die Ehre dess Hertzogthums Crain“ (slow. Slava Vojvodine Kranjske) genutzt wurden. (Lageort: Arhiv Republike Slovenije (Archiv der Republik Slowenien) SLO-1127 Ljubljana, Zvezdarska 1)

### Weitere Werke
- Genealogia illustrissimae familiae D.D. Comitum ab Attimis, Labaci 1681, fol(ium).
- Aemona vindicata, sive Labaco  metropoli Carniolae vetus Aemone nomen jure assertum, Salisburgi (Salzburg) 1674, 80
- Dissertatio polemica de prima origine augustissimae domus Habsburgo-Austriacae. Labaci 1680, fol.
- Genealogia illustrissimae familiae S. R. J. Comitum et Dominorum de Gallenberg, Labaci (Laibach, Ljubljana) 1680, fol.
- Rosa Ursina in provinciis austriacis florens, sive illustrissimae et antiquissimae familiae Romanae Ursinae Genealogia, Labaci 1680, fol.
- Genealogia illustrissimae familiae Principum, Comitum et Baronum ab Auersperg, Labaci 1681, fol.
- Arboretum Austriacum sive plena genealogia Augustae Domus Habsburgo-Austriacae ab anno Christi 600 ad nostra tempora cum 300 et ultra symbolis, aeri incidendis. fol. (Manuskript)
- Chronologia Austriaca, sive rerum a Comitibus Habsburgicis et Archiducibus Austriae gestarum succincta per annorum seriem enarratio. fol. (Manuskript)
- Annus sanctus Habsburgo-Austriacus, sive sancti et BB. utriusque  sexus Habsburgo-Austriacis sanguine et cognatione conjuncti, quingenti per totius anni dies distributi. fol. (Manuskript)
- Evangelia inu lystuvi (Evangelien und Blätter), Graz 1672.
- Chronik der Stadt Laibach bis 1685. Oktav. (Manuskript, ÖNB)
- Marchiones Austriae antiqui. (Manuskript, ÖNB)
- Appendix ad annales et chronologiam Carnioliae a. 1674. Quart (Manuskript, ÖNB)